# Bare (Kerala)
Bare es una ciudad censal situada en el distrito de Kasaragod en el estado de Kerala (India). Su población es de 12804 habitantes (2011). Se encuentra a 23 km de Kasaragod.

## Demografía
Según el censo de 2011 la población de Bare era de 12804 habitantes, de los cuales 5970 eran hombres y 6834 eran mujeres. Bare tiene una tasa media de alfabetización del 88,42%, inferior a la media estatal del 94%: la alfabetización masculina es del 92,92%, y la alfabetización femenina del 84,58%.